# A. H. Raeburn
A. H. Raeburn (Lebensdaten unbekannt) war ein schottischer Fußballspieler.

## Karriere
Raeburn spielte in seiner Fußballkarriere mindestens in den Jahren 1873 und 1874 für den FC Clydesdale aus dem Süden Glasgows. Mit dem Verein erreichte er das erste Finale in der Geschichte des schottischen Pokals. Am 21. März 1874 verlor er mit Clydesdale das Pokalfinale gegen den FC Queen’s Park mit 0:2.